# 小行星7127
小行星7127（英語：7127 Stifter）是一颗围绕太阳公转的小行星。1991年9月9日，佛蒙特·伯根、卢茨·D·施耐德在陶腾堡发现了此天体。
这颗小行星的绝对星等为31.97040等。